# HMS Undaunted (R53)
HMS Undaunted (R53/D25/F53) là một tàu khu trục lớp U được Hải quân Hoàng gia Anh Quốc chế tạo trong Chương trình Khẩn cấp Chiến tranh để phục vụ trong Chiến tranh Thế giới thứ hai. Undaunted sống sót qua cuộc chiến tranh, được cải biến thành một tàu frigate nhanh chống tàu ngầm Kiểu 15 vào năm 1953 với ký hiệu lườn mới F53, và tiếp tục phục vụ cho đến khi ngừng hoạt động năm 1974 và bị đánh chìm như một mục tiêu năm 1978. Nó là chiếc tàu chiến thứ chín của Hải quân Hoàng gia được đặt cái tên này.

## Thiết kế và chế tạo
Undaunted được chế tạo tại xưởng tàu của hãng Cammell Laird và được đặt lườn vào ngày 8 tháng 9 năm 1942. Nó được hạ thủy vào ngày 19 tháng 7 năm 1943 và nhập biên chế cùng Hải quân Hoàng gia vào ngày 3 tháng 3 năm 1944.

## Lịch sử hoạt động

### Thế Chiến II
Sau khi được chuẩn bị tại Scapa Flow trong thành phần Hạm đội Nhà, Undaunted tham gia những nỗ lực của Hải quân Hoàng gia nhằm đánh chìm thiết giáp hạm Đức Tirpitz tại Altenfjord, Na Uy. Nó hoạt động tại khu vực mũi North, hộ tống cho các tàu sân bay HMS Furious, HMS Victorious, HMS Emperor, HMS Fencer, HMS Searcher và HMS Pursuer, cùng với các tàu hộ tống khác, bao gồm thiết giáp hạm HMS Anson, các tàu tuần dương HMS Belfast, HMS Jamaica, HMS Sheffield và HMS Royalist, các tàu khu trục HMS Meteor, HMS Milne, HMS Onslaught, HMS Ursa, HMS Verulam, HMS Vigilant, HMS Virago và HMS Wakeful cũng như các tàu khu trục Canada HMCS Algonquin và HMCS Sioux. Máy bay từ các tàu sân bay đã đánh trúng 14 phát vào con tàu Đức.
Undaunted sau đó tham gia Chiến dịch Overlord, cuộc đổ bộ lên Normandy trong thành phần Lực lượng Đặc nhiệm G bảo vệ cho phần Roger của bãi Sword. Đang khi nó làm nhiệm vụ tại đây vào xế chiều ngày 7 tháng 6 năm 1944, Tổng Tư lệnh Tối cao lực lượng Đồng Minh tại châu Âu, Đại tướng Hoa Kỳ Dwight D. Eisenhower đã lên chiếc Undaunted sau khi con tàu chở ông, tàu rải mìn HMS Apollo, bị mắc cạn và hư hại chân vịt. Chiếc tàu khu trục đã đưa tướng Eisenhower, ban tham mưu của ông cùng Đô đốc Alexander Ramsay trong một chuyến đi nhanh quay trở về Portsmouth, Anh. Nó sau đó tiếp tục phục vụ tại khu vực Địa Trung Hải, thực hiện nhiều chuyến hộ tống vận tải ngoài khơi Malta. Nó từng đi đến Bari, Brindisi và Taranto, Ý cho các hoạt động bắn phá hỗ trợ cuộc tấn công của Lục quân dọc theo bờ biển Ý cũng như ngoài khơi bờ biển Nam Tư.
Undaunted sau đó băng qua kênh đào Suez để đi đến Aden và Bombay, hộ tống các đoàn tàu chở quân. Trong thành phần Hạm đội Thái Bình Dương, chiếc tàu khu trục mang ký hiệu lườn D25 để tương thích với hệ thống ký hiệu của Hải quân Hoa Kỳ, và hoạt động như tàu bảo vệ ngoài khơi vịnh trong khi lễ ký kết văn kiện Nhật Bản đầu hàng diễn ra trên thiết giáp hạm Hoa Kỳ USS Missouri vào ngày 2 tháng 9 năm 1945. Nó lên đường đi đến Sydney, Australia không lâu sau đó, rồi tiếp tục đi đến Auckland, New Zealand, nơi nó được tái trang bị trong sáu tuần lễ. Con tàu lên đường quay trở về nhà vào tháng 1 năm 1946, đi ngang qua Sydney, Melbourne, Cape Town, St Helena, Freetown và Gibraltar, về đến Plymouth vào ngày 19 tháng 3.

### Sau chiến tranh
Giống như nhiều tàu khu trục thời chiến khác, vào năm 1954, Undaunted được chọn để cải biến toàn diện thành một tàu frigate nhanh chống tàu ngầm Kiểu 15; công việc cải biến được thực hiện tại xưởng tàu Cowes của hãng J. Samuel White. Sau khi hoàn tất, nó mang ký hiệu lườn mới F53 và tham gia thử nghiệm sonar ASDIC cùng các thử nghiệm khác. Nó được trang bị một sàn đáp vào năm 1962 và trở thành tàu chiến nhỏ đầu tiên của hải quân mang theo một máy bay trực thăng chống tàu ngầm. Vì thế nó đã tham gia vào việc phát triển phiên bản hải quân của kiểu máy bay trực thăng Westland Wasp với vai trò chính là chống tàu ngầm.
Undaunted sau đó trở thành soái hạm của Hải đội Huấn luyện Portland, và trải qua phần lớn thời gian hoạt động ngoài khơi Portland huấn luyện chống tàu ngầm. Nó tham gia Ngày Hải quân tại Portsmouth vào năm 1968; và tiếp tục nằm trong biên chế cho đến năm 1974, khi nó được đưa về lực lượng dự bị. Đến năm 1978, nó được sử dụng trong việc thử nghiệm vũ khí, và đã bị đánh chìm tại Đại Tây Dương như một mục tiêu bởi một tên lửa đối hạm Exocet phóng từ chiếc HMS Norfolk.